# Lübars
Lübars, Berlin-Lübars – dzielnica (Ortsteil) Berlina w okręgu administracyjnym Reinickendorf. Od 1 października 1920 w granicach miasta.

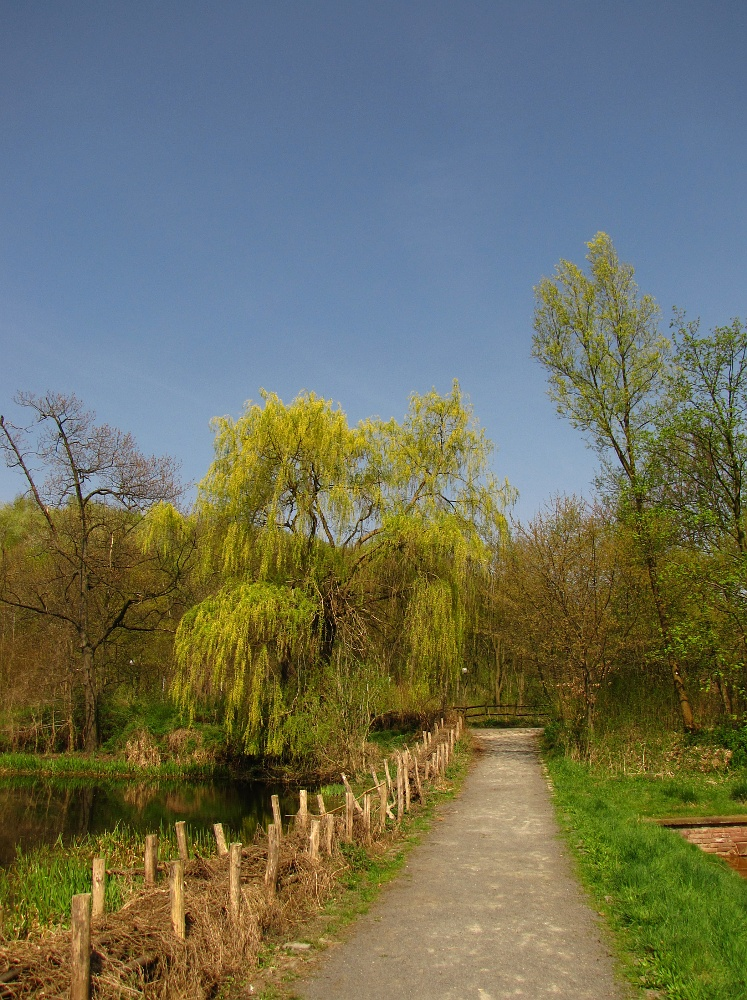
Lübars

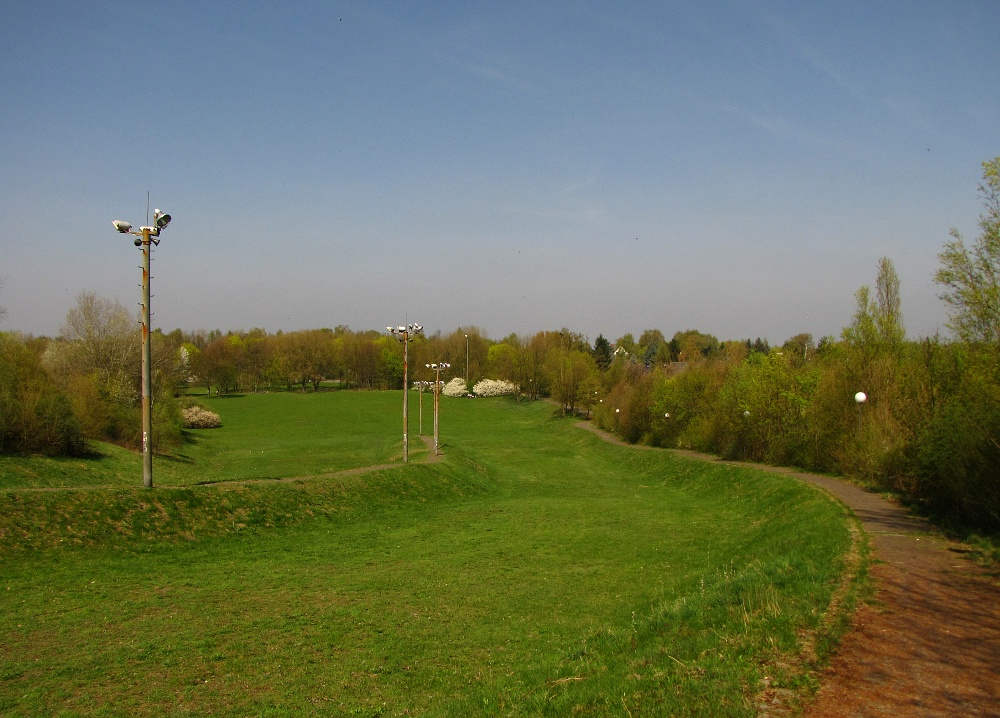
Lübars

W dzielnicy znajduje się kościół.